# 24-Stunden-Rennen von Le Mans 1924

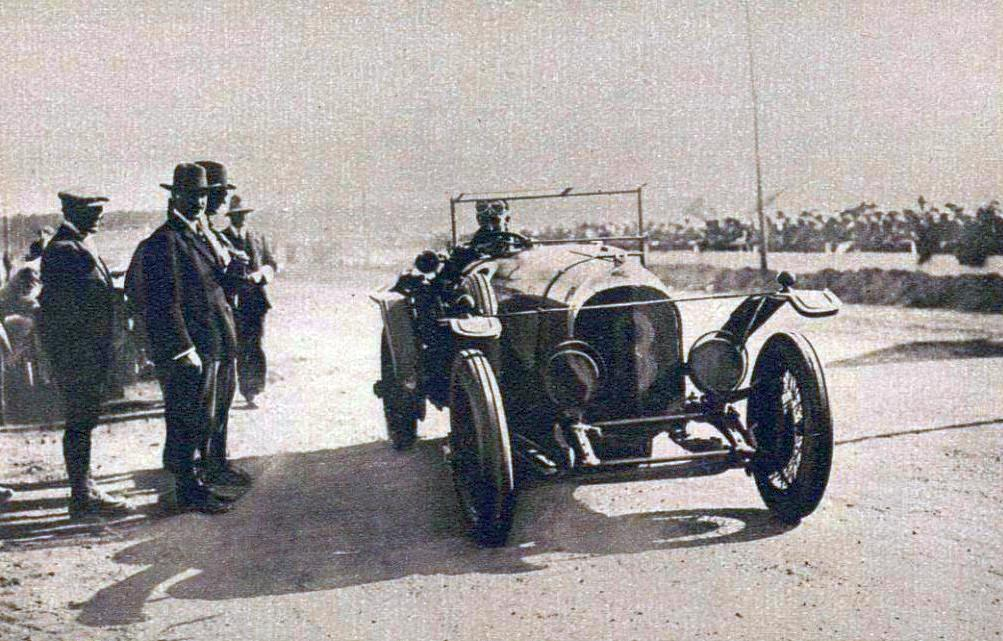
Gesamtsieger John Duff im Bentley 3 Litre Sport bei der Zieldurchfahrt

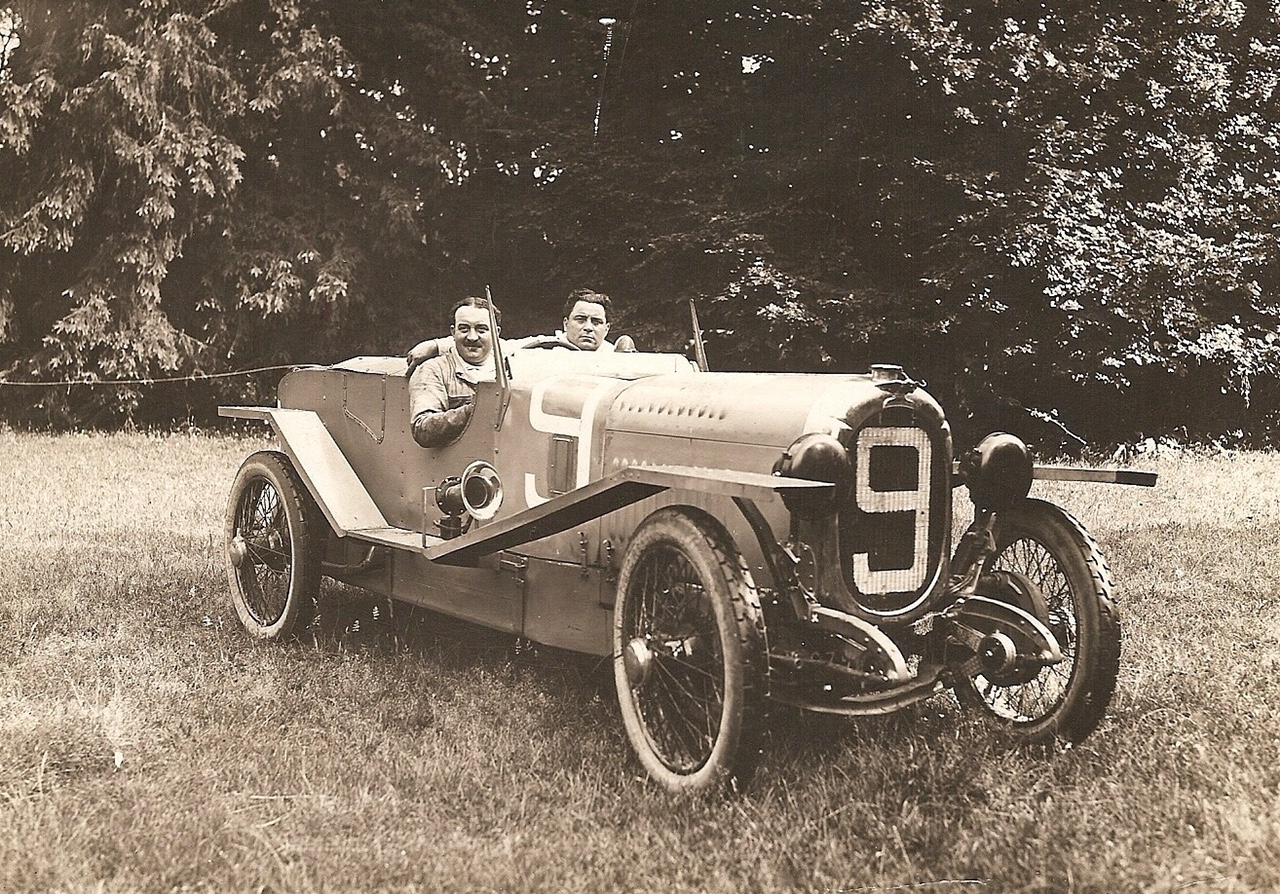
Die Bachmann-Brüder im früh ausgefallenen Chenard-Walcker Type U 15CV Sport

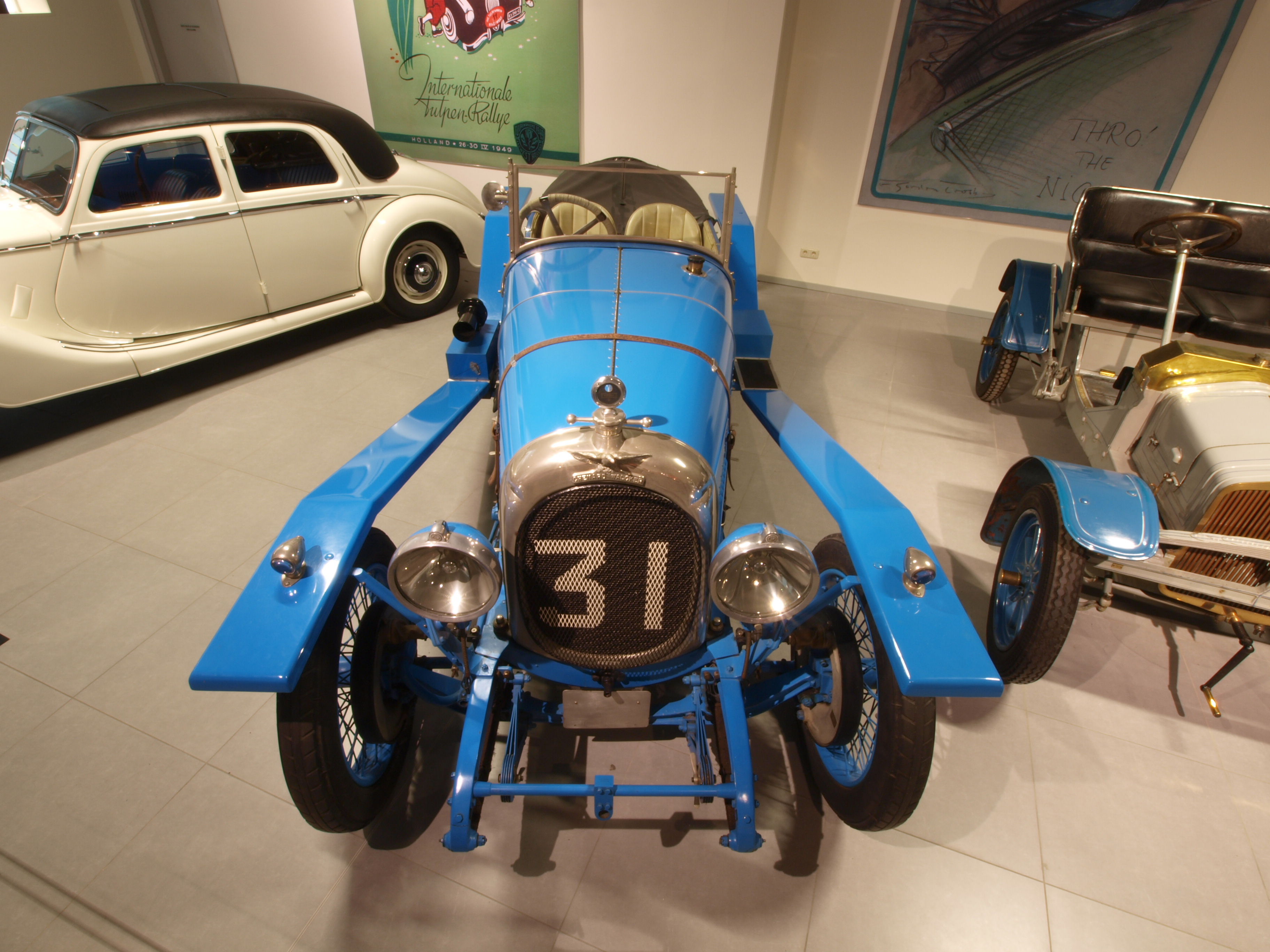
Der Chenard & Walcker mit der Startnummer 31; André Pisart und Joseph Chavée erreichten mit dem Wagen den vierten Rang in der Gesamtwertung und gewannen den Biennale-Cup

Das zweite 24-Stunden-Rennen von Le Mans, der 2e Grand Prix d’Endurance les 24 Heures du Mans, auch 2emes Grand Prix d'Endurance les 24 Heures du Mans, Circuit Permanenthe de la Sarthe, fand vom 14. bis 15. Juni 1924 auf dem Circuit des 24 Heures statt.

## Das Rennen
Nach den schlechten Erfahrungen mit dem Wetter 1923, als das Rennen im Mai ausgetragen wurde, verlegte der Automobile Club de l’Ouest das Rennen auf das zweite Wochenende im Juni. Das Reglement wurde erweitert. So war es jetzt erst nach zwanzig gefahrenen Runden erlaubt, Treibstoff, Wasser und Öl nachzufüllen. Von den 40 Startern kam nur ein Fahrzeug nicht aus Frankreich. John Duff und Frank Clement hatten ihren Vorjahres-Bentley überarbeitet und jetzt mit Vorderbremsen ausgestattet. Drei Sunbeam waren zwar gemeldet, erschienen aber nicht zu Training und Rennen.
Im Gegensatz zum ruhigen Vorjahresrennen war die Veranstaltung 1924 von zahlreichen Ausfällen geprägt. Nach 12 Stunden waren bereits 19 Wagen ausgefallen, davon zwei schon in der ersten Rennstunde. Die Anfangsphase des Rennens wurde vom Vorjahressieger André Lagache dominiert, der sich mit Rekordrunden vom Feld absetzen konnte. Er fiel aber ebenso aus wie der lange führende Lorraine-Dietrich Sport von Bloch und Stalter, der um 1 Uhr in der Früh mit Motorschaden liegen blieb. Damit war der Weg frei für Duff und Clement, die trotz eines langen Boxenstopps am Sonntagmittag den ersten Gesamtsieg für Bentley einfuhren.

## Änderungen im Schlussklassement
Nach dem Rennen kam es zu Änderungen im Schlussklassement, die vor allem die Anzahl der gefahrenen Runden einzelner Teams betrafen. Die Sieger John Duff und Frank Clement legten 125 Runden zurück. Die letzten fünf Runden wurden dem Bentley-Team jedoch gestrichen, da sie unter der vorgegebenen Mindestfahrzeit pro Runde lagen. Auf die Position im Gesamtklassement hatte diese Korrektur keine Auswirkung. Härter traf diese Reglementvorgabe den Brasier TB4 von Eugène Verpault und Marcel Delabarre, wo sechs gestrichene Runden das Team vom vierten auf den siebten Schlussrang zurückreihten.

## Rudge-Whitworth-Cup
Zum zweiten Mal nach 1923 wurde der Rudge-Whitworth-Cup ausgefahren. Dieser Cup umfasste die drei Rennen 1923, 1924 und 1925. Startberechtigt für den Triennale-Cup waren 1924 nur Teams, die auch 1923 bereits gemeldet waren. Da dies nicht auf alle Starter zutraf, wurde mit dem Biennale-Cup eine zweite Koeffizientwertung geschaffen. Erneut wurde im Vorfeld eine Mindestrundenanzahl für jedes gemeldete Fahrzeug festgelegt. Die mehr gefahrenen Runden reihten die Fahrzeuge in den Cup-Wertungen, wo aus ungeklärten Gründen Eugéne Verpault und Marcel Delabarre die sechs Runden nicht gestrichen wurden und sie mit 112 gefahrenen Runden den Triennale-Cup gewannen. Im Biennale-Cup blieben André Pisart und Joseph Chavée in einem Chenard & Walcker erfolgreich.

## Ergebnisse

### Piloten nach Nationen
| 68 Franzosen | 7 Belgier | 2 Spanier | 1 Brite | 1 Kanadier |

### Schlussklassement
| Pos.            | Klasse | Nr. | Team                                      | Fahrer                                      | Chassis                           | Motor                     | Reifen | Runden |
| --------------- | ------ | --- | ----------------------------------------- | ------------------------------------------- | --------------------------------- | ------------------------- | ------ | ------ |
| 1               | 3.0    | 8   | Duff & Aldington                          | Capt. John F. Duff Frank Clement            | Bentley 3 Litre Sport             | Bentley 3.0L I4           | RT     | 120    |
| 2               | 5.0    | 6   | Lorraine-Dietrich et Cie                  | Henri Stoffel Édouard Brisson               | Lorraine-Dietrich Sport           | Lorraine-Dietrich 3.5L I6 | M      | 119    |
| 3               | 5.0    | 5   | Lorraine-Dietrich et Cie                  | Gérard de Courcelles André Rossignol        | Lorraine-Dietrich Sport           | Lorraine-Dietrich 3.5L I6 | M      | 119    |
| 4               | 2.0    | 31  | Chenard & Walcker                         | André Pisart Joseph Chavée                  | Chenard & Walcker 2-Litre 10/12CV | Chenard & Walcker 2.0L I4 | M      | 111    |
| 5               | 2.0    | 30  | Chenard & Walcker                         | Christian Dauvergne Raphaël Manso de Zuñiga | Chenard & Walcker 2-Litre 10/12CV | Chenard & Walcker 2.0L I4 | M      | 109    |
| 6               | 2.0    | 17  | Ets. Automobiles Rolland et Pilain SA     | Gaston Delalande Georges Guignard           | Rolland-Pilain C23                | Rolland-Pilain 2.0L I4    | M      | 107    |
| 7               | 3.0    | 15  | Société des Automobiles Brasier           | Eugène Verpault Marcel Delabarre            | Brasier TB4                       | Brasier 2.1L I4           | D      | 106    |
| 8               | 3.0    | 16  | Société des Automobiles Brasier           | René Migeot Léopold Jouguet                 | Brasier TB4                       | Brasier 2.1L I4           | D      | 105    |
| 9               | 2.0    | 19  | Ets. Automobiles Rolland et Pilain SA     | Louis Sire Louis Trémel                     | Rolland-Pilain C23 Sport          | Rolland-Pilain 2.0L I4    | M      | 104    |
| 10              | 2.0    | 28  | Établissements Industriels Jacques Bignan | Raymond de Tornaco Barthélémy Bruyère       | Bignan 2 Litre Sport              | Bignan 2.0L I4            | E      | 102    |
| 11              | 1.1    | 51  | Société des Automobile Ariès              | Fernand Gabriel Henri Lapierre              | Ariès 8-10 CV                     | Ariès 1.1L I4             | M      | 91     |
| 12              | 1.1    | 46  | S.A.R.A.                                  | André Marandet Louis François               | S.A.R.A. ATS                      | S.A.R.A. 1.1L I4          | E      | 89     |
| 13              | 1.1    | 50  | Société des Automobile Ariès              | Louis Rigal Roger Delano                    | Ariès 8-10 CV                     | Ariès 1.1L I4             | M      | 89     |
| 14              | 1.1    | 52  | Société Nouvelle de l’Automobile Amilcar  | Maurice Boutmy Jérôme Marcadanti            | Amilcar CV                        | Amilcar 1.0L I4           | M      | 87     |
| Nicht klassiert |        |     |                                           |                                             |                                   |                           |        |        |
| 15              | 1.5    | 38  | Chenard & Walcker                         | Pierre Bacqueyrisses Georges Delaroche      | Chenard-Walcker Type Y 9CV        | Chenard & Walcker 1.5L I4 | M      | 84     |
| 16              | 1.5    | 40  | Constructions Métallurgiques Usines Alba  | Raoul Roret Gabriel Hatton                  | Alba S4 10/12CV                   | S.C.A.P. 1.5L I4          | D      | 79     |
| Ausgefallen     |        |     |                                           |                                             |                                   |                           |        |        |
| 17              | 5.0    | 4   | Lorraine-Dietrich et Cie                  | Robert Bloch Henri Stalter                  | Lorraine-Dietrich Sport           | Lorraine-Dietrich 3.5L I6 | M      | 112    |
| 18              | 2.0    | 29  | Établissements Industriels Jacques Bignan | René Marie Henri Springuel                  | Bignan 2 Litre Sport              | Bignan 2.0L I4            | E      | 88     |
| 19              | 1.5    | 37  | Chenard & Walcker                         | Raymond Glaszmann Robert Sénéchal           | Chenard-Walcker Type Y 9CV        | Chenard & Walcker 1.5L I4 | M      | 83     |
| 20              | 1.1    | 45  | S.A.R.A.                                  | Lucien Erb Léon Fabert                      | S.A.R.A. ATS                      | S.A.R.A. 1.1L I4          | E      | 82     |
| 21              | 1.1    | 47  | S.A.R.A.                                  | Jules de Ségovia Philippe Alcain            | S.A.R.A. ATS                      | S.A.R.A. 1.1L I4          | E      | 80     |
| 22              | 3.0    | 7   | Société des Automobile Ariès              | Charles Flohot Robert Laly                  | Ariès Type S GP                   | Ariès 3.2L I4             | M      | 64     |
| 23              | 2.0    | 20  | Ets. Automobiles Rolland et Pilain SA     | Gérard Marinier Antoine Dubreil             | Rolland-Pilain C23 Sport          | Rolland-Pilain 2.0L I4    | M      | 60     |
| 24              | 2.0    | 32  | Georges et René Paul                      | Louis Henry Jean Vaurez                     | G.R.P. 9CV                        | G.R.P. 1.7L I4            | M      | 59     |
| 25              | 1.5    | 43  | Société Française des Automobiles Corre   | Charles Drouin Louis Balart                 | Corre La Licorne V16 10CV Sport   | S.C.A.P. 1.5L I4          | M      | 58     |
| 26              | 2.0    | 27  | Automobiles Georges Irat SA               | Jean Douarinou Pierre Malleveau             | Georges Irat 4A/3                 | Georges Irat 2.0L I4      | M      | 42     |
| 27              | 2.0    | 23  | Établissements Charles Montier et Cie     | Charles Montier Albert Ouriou               | Montier Spezial                   | Ford 2.0L I4              | E      | 40     |
| 28              | 5.0    | 3   | Chenard & Walcker                         | André Lagache René Léonard                  | Chenard-Walcker Type U 22CV Sport | Chenard & Walcker 3.9L I8 | M      | 26     |
| 29              | 1.1    | 49  | Automobiles Majola                        | Charles Follot Fernand Casellini            | Majola Type A                     | Majola 1.1L I4            | D      | 22     |
| 30              | 2.0    | 18  | Ets. Automobiles Rolland et Pilain SA     | Jean de Marguenat René Gaudin               | Rolland-Pilain C23 Sport          | Rolland-Pilain 2.0L I4    | M      | 18     |
| 31              | 1.1    | 48  | Société Nouvelle de l’Automobile Amilcar  | André Morel Marius Mestivier                | Amilcar Type CGS                  | Amilcar 1.1L I4           | E      | 13     |
| 32              | 1.5    | 33  | Louis Chenard                             | Louis Chenard Émile Chenard                 | Louis Chenard Type E              | Louis Chenard 1.5L I4     | E      | 13     |
| 33              | 2.0    | 25  | Automobiles Oméga-Six                     | Marcel Mongin Roland Coty                   | Oméga Six Type A                  | Oméga 2.0L I6             | M      | 11     |
| 34              | 3.0    | 11  | Établissements Industriels Jacques Bignan | Jacques Ledure Henri-Julien Matthys         | Bignan 3 Litre Sport              | Bignan 3.0L I6            | E      | 10     |
| 35              | 2.0    | 24  | Automobiles Oméga-Six                     | Jacques Margueritte Louis Bonne             | Oméga Six Type A                  | Oméga 2.0L I6             | M      | 9      |
| 36              | 3.0    | 10  | Établissements Industriels Jacques Bignan | Jean Martin Philippe de Marne               | Bignan 3 Litre                    | Bignan 3.0L I6            | E      | 8      |
| 37              | 3.0    | 9   | Chenard & Walcker                         | Raoul Bachmann Fernand Bachmann             | Chenard-Walcker Type U 15CV Sport | Chenard & Walcker 3.0L I4 | M      | 6      |
| 38              | 1.5    | 44  | Société Française des Automobiles Corre   | Joseph Paul Fernand Vallon                  | Corre La Licorne V16 10CV Sport   | S.C.A.P. 1.5L I4          | M      | 5      |
| 39              | 1.5    | 42  | Société Française des Automobiles Corre   | Albert Colomb Waldemar Lestienne            | Corre La Licorne V16 10CV Sport   | S.C.A.P. 1.5L I4          | M      | 3      |
| 40              | 3.0    | 12  | Société des Automobile Ariès              | Arthur Duray Giulio Foresti                 | Ariès Type S GP                   | Ariès 3.0L I4             | M      | 1      |
| 41              | 1.5    | 41  | Constructions Métallurgiques Usines Alba  | Bruno Calise René Dreux                     | Alba S4 10/12CV                   | Ballot 1.5L I4            | D      | 1      |
| Nicht gestartet |        |     |                                           |                                             |                                   |                           |        |        |
| 42              | 2.0    | 26  | Automobiles Georges Irat                  | Maurice Rost Jean Lasalle                   | Georges Irat Type 4A Sport        | Georges Irat 2.0L I4      | M      | 1      |

1 Unfall im Training

### Nur in der Meldeliste
Hier finden sich Teams, Fahrer und Fahrzeuge die ursprünglich für das Rennen gemeldet waren, aber aus den unterschiedlichsten Gründen daran nicht teilnahmen.
| Pos. | Klasse | Nr. | Team                       | Fahrer              | Chassis                        | Motor           | Reifen |
| ---- | ------ | --- | -------------------------- | ------------------- | ------------------------------ | --------------- | ------ |
| 43   | 8.0    | 1   | Automobiles Delage SA      |                     | Delage Type GL                 | Delage 6.0L I6  |        |
| 44   | 8.0    | 2   | Automobiles Delage SA      |                     | Delage Type GL                 | Delage 6.0L I6  |        |
| 45   | 3.0    | 13  | Sunbeam Car Company        | Kenelm Lee Guinness | Sunbeam Super Sport Le Mans 24 | Sunbeam 3.0L L6 |        |
| 46   | 3.0    | 14  | Sunbeam Car Company        | Dario Resta         | Sunbeam Super Sport Le Mans 24 | Sunbeam 3.0L L6 |        |
| 47   | 2.0    | 21  | Automobiles Ettore Bugatti |                     | Bugatti Type 30                | Bugatti 2.0L I8 |        |
| 48   | 2.0    | 22  | Automobiles Ettore Bugatti |                     | Bugatti Type 30                | Bugatti 2.0L I8 |        |
| 49   | 1.5    | 34  | Automobiles Ettore Bugatti |                     | Bugatti T22                    | Bugatti 1.5L I4 |        |
| 50   | 1.5    | 35  | Automobiles Ettore Bugatti |                     | Bugatti T22                    | Bugatti 1.5L I4 |        |
| 51   | 1.5    | 36  | Automobiles Ettore Bugatti |                     | Bugatti T22                    | Bugatti 1.5L I4 |        |
| 52   | 1.5    | 39  | Automobiles La Perle       |                     | La Perle 10CV                  | Bignan 1.5L I4  |        |

### Rudge-Whitworth-Triennale-Cup
| Pos. | Nr. | Fahrer                                      | Chassis                           | Rudenverhältnis    | Koeffizient | Platzierung im Gesamtklassement |
| ---- | --- | ------------------------------------------- | --------------------------------- | ------------------ | ----------- | ------------------------------- |
| 1    | 15  | Eugène Verpault Marcel Delabarre            | Brasier TB4                       | 103 – gefahren 112 | + 9         | Rang 7                          |
| 2    | 30  | Christian Dauvergne Raphaël Manso de Zuñiga | Chenard & Walcker 2-Litre 10/12CV | 101 – gefahren 109 | + 8         | Rang 5                          |
| 3    | 8   | John Duff Funk Clement                      | Bentley 3 Litre Sport             | 115 – gefahren 120 | + 5         | Gesamtsieg                      |
| 4    | 17  | Gaston Delalande Georges Guignard           | Rolland-Pilain C23 Sport          | 102 – gefahren 107 | + 5         | Rang 6                          |
| 5    | 52  | Maurice Boutmy Jérôme Marcadanti            | Amilcar CV                        | 83 – gefahren 87   | + 4         | Rang 14                         |
| 6    | 16  | René Migeot Léopold Jouguet                 | Brasier TB4                       | 103 – gefahren 105 | + 2         | Rang 8                          |
| 7    | 19  | Louis Sire Louis Tremel                     | Rolland-Pilain C23 Sport          | 102 – gefahren 104 | + 2         | Rang 9                          |
| 8    | 5   | Gérard de Courcelles André Rossignol        | Lorraine-Dietrich Sport           | 119 – gefahren 119 | 0           | Rang 3                          |
| 9    | 28  | Raymond de Tornaco Barthélémy Bruyère       | Bignan 2 Litre Sport              | 102 – gefahren 102 | 0           | Rang 10                         |

### Rudge-Whitworth-Biennale-Cup
| Pos. | Nr. | Fahrer                                      | Chassis                           | Rudenverhältnis    | Koeffizient | Platzierung im Gesamtklassement |
| ---- | --- | ------------------------------------------- | --------------------------------- | ------------------ | ----------- | ------------------------------- |
| 1    | 31  | André Pisart Joseph Chavée                  | Chenard & Walcker 2-Litre 10/12CV | 101 – gefahren 111 | + 10        | Rang 4                          |
| 2    | 15  | Eugène Verpault Marcel Delabarre            | Brasier TB4                       | 103 – gefahren 112 | + 9         | Rang 7                          |
| 3    | 8   | John Duff Funk Clement                      | Bentley 3 Litre Sport             | 115 – gefahren 120 | + 5         | Gesamtsieg                      |
| 4    | 30  | Christian Dauvergne Raphaël Manso de Zuñiga | Chenard & Walcker 2-Litre 10/12CV | 101 – gefahren 109 | + 8         | Rang 5                          |
| 5    | 51  | Fernand Gabriel Henri Lapierre              | Ariès 8-10 CV                     | 85 – gefahren 91   | + 6         | Rang 11                         |
| 6    | 17  | Gaston Delalande Georges Guignard           | Rolland-Pilain C23 Sport          | 102 – gefahren 107 | + 5         | Rang 6                          |
| 7    | 46  | André Marandet Louis François               | S.A.R.A. ATS                      | 85 – gefahren 89   | + 4         | Rang 12                         |
| 8    | 50  | Louis Rigal Roger Delano                    | Ariès 8-10 CV                     | 85 – gefahren 89   | + 4         | Rang 13                         |
| 9    | 52  | Maurice Boutmy Jérôme Marcadanti            | Amilcar CV                        | 83 – gefahren 87   | + 4         | Rang 14                         |
| 10   | 16  | René Migeot Léopold Jouguet                 | Brasier TB4                       | 103 – gefahren 105 | + 2         | Rang 8                          |
| 11   | 19  | Louis Sire Louis Tremel                     | Rolland-Pilain C23 Sport          | 102 – gefahren 104 | + 2         | Rang 9                          |
| 12   | 6   | Henri Stoffel Édouard Brisson               | Lorraine-Dietrich Sport           | 119 – gefahren 119 | 0           | Rang 2                          |
| 13   | 5   | Gérard de Courcelles André Rossignol        | Lorraine-Dietrich Sport           | 119 – gefahren 119 | 0           | Rang 3                          |
| 14   | 28  | Raymond de Tornaco Barthélémy Bruyère       | Bignan 2 Litre Sport              | 112 – gefahren 112 | 0           | Rang 10                         |

### Klassensieger
| Klasse                        | Fahrer                  | Fahrer           | Fahrzeug                          | Platzierung im Gesamtklassement |
| ----------------------------- | ----------------------- | ---------------- | --------------------------------- | ------------------------------- |
| Rudge-Whitworth-Triennale-Cup | Eugène Verpault         | Marcel Delabarre | Brasier TB4                       | Rang 7                          |
| Rudge-Whitworth-Biennale-Cup  | André Pisart            | Joseph Chavée    | Chenard & Walcker 2-Litre 10/12CV | Rang 4                          |
| 5001–8000 cm³                 | Kein Teilnehmer im Ziel |                  |                                   |                                 |
| 3000–5000 cm³                 | Henri Stoffel           | Édouard Brisson  | Lorraine-Dietrich Sport           | Rang 2                          |
| 2000–3000 cm³                 | John Duff               | Frank Clement    | Bentley 3 Litre Sport             | Gesamtsieg                      |
| 1500–2000 cm³                 | André Pisart            | Joseph Chavee    | Chenard & Walcker 2-Litre 10/12CV | Rang 4                          |
| 1100–1500 cm³                 | Kein Teilnehmer im Ziel |                  |                                   |                                 |
| 750–1100 cm³                  | Fernand Gabriel         | Henri Lapierre   | Ariès 8-10 CV                     | Rang 11                         |

### Renndaten
- Gemeldet: 52
- Gestartet: 40
- Gewertet: 14
- Rennklassen: 8
- Zuschauer: unbekannt
- Ehrenstarter des Rennens: Emile Coquille, französischer Vertreter des Reifenherstellers Rudge-Whitworth
- Wetter am Rennwochenende: trocken und heiß
- Streckenlänge: 17,262 km
- Fahrzeit des Siegerteams: 24:00:00,000 Stunden
- Gesamtrunden des Siegerteams: 120
- Gesamtdistanz des Siegerteams: 2077,340 km
- Siegerschnitt: 86,555 km/h
- Pole Position: unbekannt
- Schnellste Rennrunde: André Lagache – Chenard & Walcker (#3) – 9:19,000 = 111,168 km/h
- Rennserie: 2. Lauf zum Triennale-Cup